# الف بیکر
الف بیکر (به انگلیسی: Alf Baker) بازیکن فوتبال زادهٔ ۲۷ آوریل ۱۸۹۸ اهل کشور انگلستان بود که سابقهٔ بازی در تیم ملی فوتبال انگلستان را در کارنامهٔ خود دارد. وی در تاریخ ۲۸ نوامبر ۱۹۲۷ تنها بازی ملی خود را در مقابل تیم ملی فوتبال ولز انجام داد.

## زندگی حرفه‌ای
الف بیکر در ایلکستون، داربی‌شر به دنیا آمد. او ۳۵۱ بازی برای باشگاه فوتبال آرسنال کرده و ۲۶ گل زده‌است.